# 白俄罗斯众议院
白俄罗斯共和国国民议会眾議院是白俄羅斯國民議會的下议院。
它由普遍，平等，自由，直接選舉的投票權，以無記名投票方式（第91條）的基礎上，選出的110名代表。任何白俄羅斯公民，21歲獲“選舉權”（第92條）。眾議院審議的法律草案和政府的其他業務，必須總理批准（第97條），它可能向政府提出不信任動議（第97條）。
自1995年白俄罗斯议会选举以来，众议院的大多数席位由独立人士占据。直到2024年，新成立的亲总统卢卡申科政党白罗斯党才赢得最多席位。

## 法定职权
众议院通过的法案在五天内送交共和国院审议，而共和国院审议的时间最长为二十天。
仅赋予众议院的特殊权力是：
- 审议总统提出的或者不少于15万名合格选民提出的法律草案，对宪法进行修改和变更，并作出解释；
- 审议法律草案，包括白俄罗斯共和国国内外政策指导方针、军事理论、批准和废除国际条约；
- 召集总统选举；
- 同意总统任命总理；
- 审议总理关于政府政策的报告并予以批准或否决；议会第二次否决政府的政策则是对政府不信任的表现。

自1996年宪法修正案以来，众议院几乎没有实际权力。值得注意的是，众议院对政府支出几乎没有控制权；未经总统同意，它不能通过增加或减少预算的法律。此外，如果众议院两次否决总统提名的总理人选，总统有权解散该提名人。 实际上，几乎所有的执政权力都集中在总统亚历山大·卢卡申科手中，众议院除了批准总统的政策外，几乎无能为力。2019年白俄罗斯议会选举后，白俄罗斯反对派失去了议会中的所有席位，因为每一位当选议员都被视为支持卢卡申科总统。 自2004年以来，除一届外，众议院全部由卢卡申科的支持者组成，甚至在2004年之前，对总统决定的实质性反对也很少。

## 外部連結
- House of Representatives website （页面存档备份，存于）